# Фабиола Гуахардо
Фабиола Хасмин Гуахардо Мартинес (на испански: Fabiola Jazmin Guajardo Martínez) е мексиканска актриса.

## Професионален път
Участва в конкурса Нашата красавица Нуево Леон през 2007 г. и е избрана за първа финалистка. По-късно, през същата година, достига до финала на националния конкурс Нашата красавица Мексико.
След като завършва специалност „Маркетинг“ в Университета „Текмиленио“, се премества в град Мексико, за да учи в Центъра за артистично образование към Телевиса. Дебютира на малкия екран през 2011 г. в теленовелата Надежда за сърцето, продуцирана от Луис де Яно Маседо, където споделя сцени с Лусия Мендес и Бианка Марокин.
През 2012 г. участва в теленовелата Заради нея съм Ева, продуцирана от Роси Окампо, заедно с Лусеро и Хайме Камил. През същата година участва в теленовелата Корона от сълзи, продуцирана от Хосе Алберто Кастро, с участието на Виктория Руфо.
През 2013 г. получава първата си отрицателна роля в теленовелата Че те обичам, обичам те, продуцирана от Лусеро Суарес, където си партнира с Ливия Брито и Хуан Диего Коварубиас. На следващата година получава поддържаща роля в теленовелата Не вярвам на мъжете, продуцирана от Жисел Гонсалес Салгадо, с участието на Адриана Лувие, Флавио Медина и Асела Робинсън.
В края на 2015 г. получава роля в теленовелата Страст и сила, продуцирана от Хосе Алберто Кастро, където си партнира с Данило Карера и Фернандо Колунга. През следващата година има специално участие в теленовелата Кандидатката, продуцирана от Жисел Гонсалес Салгадо, с участието на Силвия Наваро и Виктор Гонсалес. През 2017 г. получава отрицателна роля в теленовелата Влюбвам се в Рамон, продуцирана от Лусеро Суарес.
През 2022 г. получава следващата си отрицателна роля в теленовелата Богатите също плачат, продуцирана от Карлос Бардасано като част от франчайза Фабрика за мечти, където споделя сцени със Себастиан Рули, Клаудия Мартин, Асела Робинсън и Виктор Гонсалес.
Две години по-късно, през 2024 г., получава отрицателна роля в теленовелата Историята на Хуана, продуцирана от Патрисио Уилс, с участието на Брандон Пениче, Камила Валеро, Ирина Баева и Алексис Аяла.

## Филмография

### Телевизия
- Историята на Хуана (2024) – Камила Монтес
- Богатите също плачат (2022) – Сорая Монтенегро
- Търси се Фрида (2021) – Силвия Канту
- Затворник №1 (2019) – Каролина Артеага
- Липса на контрол (2018) – Мария Флоренсия
- Имало едно време (2017) – Паола
- Влюбвам се в Рамон (2017) – София Васкес
- 40 и 20 (2016) – Хочити
- Кандидатката (2016) – Флоренсия Аскура
- Страст и сила (2015-2016) – Габриела Диас Ваядо
- Не вярвам на мъжете (2014-2015) – Исела Рамос Кабрера
- Че те обичам, обичам те (2013-2014) – Бриджит Гарсия Пабуена
- Корона от сълзи (2012-2013) – Норма Вияр
- Заради нея съм Ева (2012) – Паола Легарета

### Кино
- 108 бримки (2018) – Карен
- Извънземното и аз (2016) – Каролина
- Каква е вината на детето? (2016) – Даниела
- Кафене „Сеа“ (2012) – Бренда

### Театър
- Фатално привличане (2018) – Бет
- Паломита (2012)

## Награди и номинации
- Награди TVyNovelas

| Година | Категория                                | Теленовела          | Резултат |
| ------ | ---------------------------------------- | ------------------- | -------- |
| 2016   | Най-добра актриса във второстепенна роля | Страст и сила       | Печели   |
| 2015   | Най-добра актриса в поддържаща роля      | Не вярвам на мъжете | Печели   |